# Zingiber monophyllum
Zingiber monophyllum är en enhjärtbladig växtart som beskrevs av François Gagnepain. Zingiber monophyllum ingår i släktet Zingiber och familjen Zingiberaceae. Inga underarter finns listade i Catalogue of Life.